# Eleição presidencial nos Estados Unidos em 1984
A eleição presidencial dos Estados Unidos de 1984 foi a quinquagésima eleição presidencial do país. Foi uma disputa entre o então presidente republicano Ronald Reagan, e o ex-vice-presidente democrata Walter Mondale. Reagan foi ajudado por uma forte recuperação econômica após a profunda recessão de 1981-1982. Reagan venceu 49 dos 50 estados, sendo o segundo candidato a consegui-lo (só Richard Nixon na eleição de 1972 o tinha conseguido). Os votos do Colégio Eleitoral que Mondale recebeu vieram apenas do Distrito de Colúmbia e seu estado natal, Minnesota, que ganhou por meros 3.761 votos. Reagan conseguiu 525 votos eleitorais (de um total de 538), sendo o maior total já recebido por um candidato presidencial na história. Mondale recebeu 13 votos eleitorais, sendo também o segundo menor resultado recebido por um candidato, perdendo apenas para Alf Landon com 8 votos em 1936. No voto popular nacional, Reagan recebeu 58,8% contra 40,6% de Mondale. Nenhum candidato, desde então, conseguiu igualar ou superar o resultado eleitoral de Reagan de 1984.
Reagan fez campanha em cima de uma economia forte após a era da estagflação da década de 1970 e a recessão de 1981–82, bem como a percepção generalizada de que sua presidência havia supervisionado um renascimento da confiança e prestígio nacional. Aos 73 anos, Reagan era, na época, a pessoa mais velha a ser nomeada por um grande partido para presidente. A campanha de Reagan produziu publicidade televisiva eficaz e neutralizou habilmente as preocupações em relação à idade dele. Mondale criticou as políticas econômicas do lado da oferta de Reagan e os déficits orçamentários e defendeu o desarmamento nuclear e a ratificação de uma emenda constituição em prol da igualdade (o Equal Rights Amendment).
Reagan venceu a eleição por uma margem considerável, vencendo em 49 dos 50 estados da União, tornando esta a segunda eleição no século XX em que um partido ganhou 49 estados. Mondale venceu apenas no seu estado natal de Minnesota (por uma marge de 0,18%) e no Distrito de Colúmbia. Reagan conquistou 525 votos do colégio eleitoral (de 538 possíveis), a melhor marca de qualquer candidato presidencial na história dos Estados Unidos. Em termos eleitorais, a vitória de Reagan nesta eleição foi a maior na história moderna americana; a vitória de Franklin D. Roosevelt em 1936 sobre Alf Landon, onde ele angariou 98,5%, ou 523 votos, do colégio eleitoral de 531, foi o percentual mais largo. Reagan venceu com 58,8% do voto popular contra 40,6% de Mondale. A margem em que ele venceu o voto popular — cerca de 16,9 milhões de votos (54,4 milhões para Reagan contra 37,5 milhões de Mondale) — foi menor apenas do que a vitória de Richard Nixon em 1972 sobre George McGovern. Reagan foi o primeiro presidente desde Dwight D. Eisenhower a ser reeleito ganhando a maioria absoluta de votos populares em ambas as campanhas presidenciais.
Reagan, aos 73 anos, foi o homem mais velho eleito presidente até Joe Biden ter sido eleito em 2020. Até 2021, esta foi a última eleição onde um republicano venceu nos estados de Nova York, Washington, Massachusetts, Oregon, Havaí e Rhode Island. Wisconsin também não votaria em um republicano até Donald Trump vencer no estado em 2016.
Até 2024, esta é a eleição presidencial mais recente em que os candidatos presidenciais e vice-presidenciais dos principais partidos já estão mortos.

## Processo eleitoral
A partir de 1832, os candidatos para presidente e vice começaram a ser escolhidos através das Convenções. Os delegados partidários, escolhidos por cada estado para representá-los através das primárias, - eleições prévias dentro do partido - escolhem na Convenção Nacional quem será o candidato pelo partido. Os eleitores gerais elegem outros "eleitores" que formam o Colégio Eleitoral. A quantidade de "eleitores" por estado varia de acordo com a quantidade populacional do estado. Em quase todos os estados, o vencedor do voto popular leva todos os votos do Colégio Eleitoral.

## Indicação doPartido Republicano

### Candidatos
- Ronald Reagan, presidente dos Estados Unidos;
- Harold Stassen, ex-governador de Minnesota;
- Ben Fernandez, ex-embaixador especial no Paraguai.

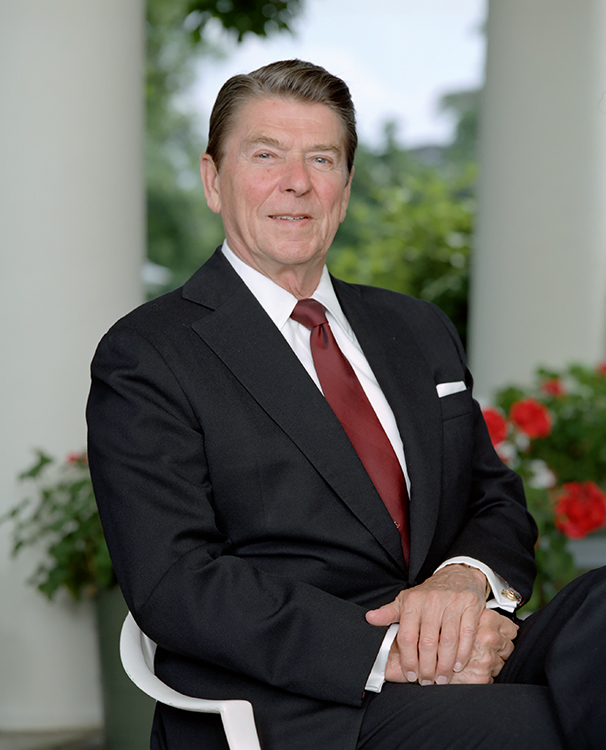
Atual presidente Ronald Reagan ex-governador da Califórnia
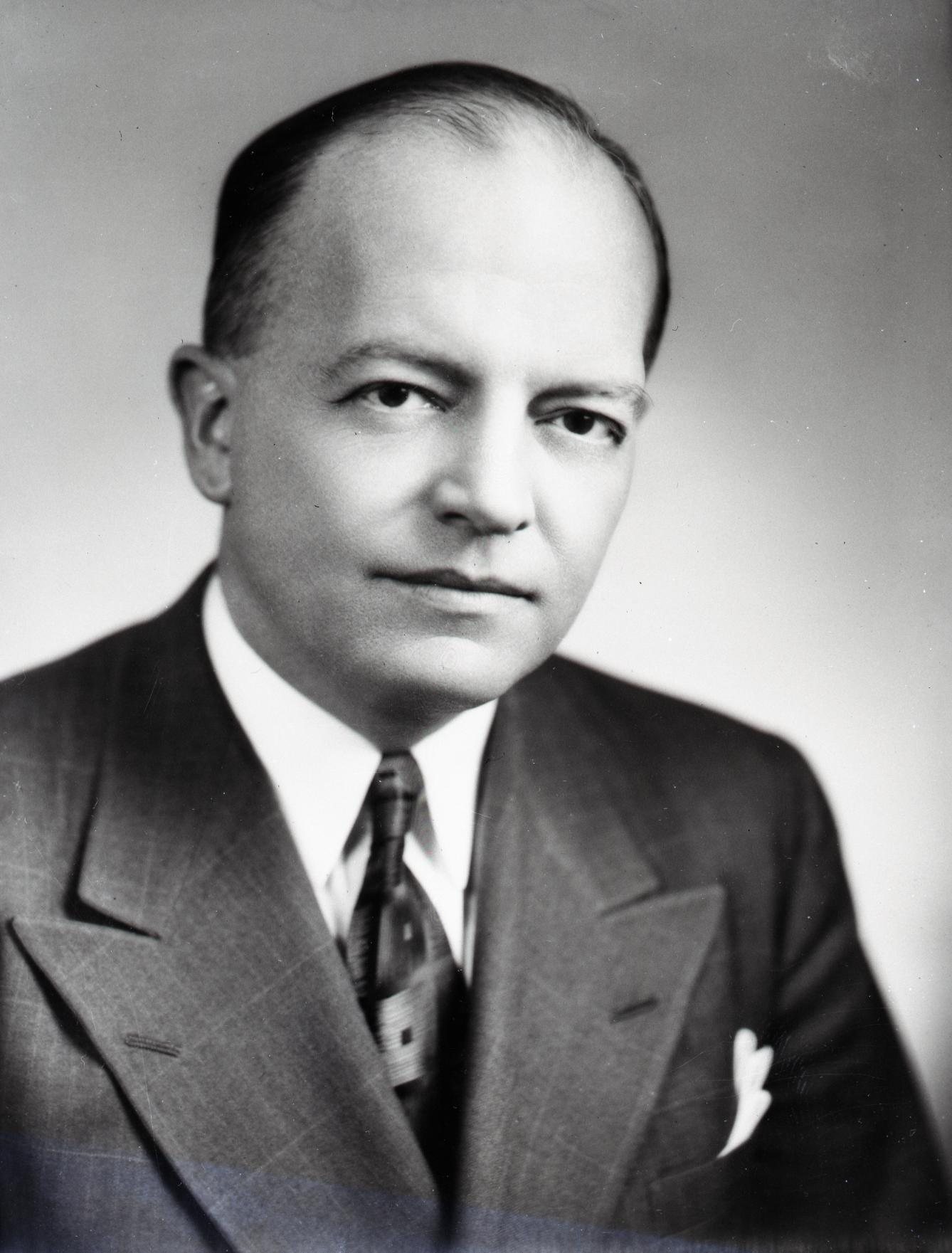
Ex-governador de Minnesota Harold Stassen

### Primárias

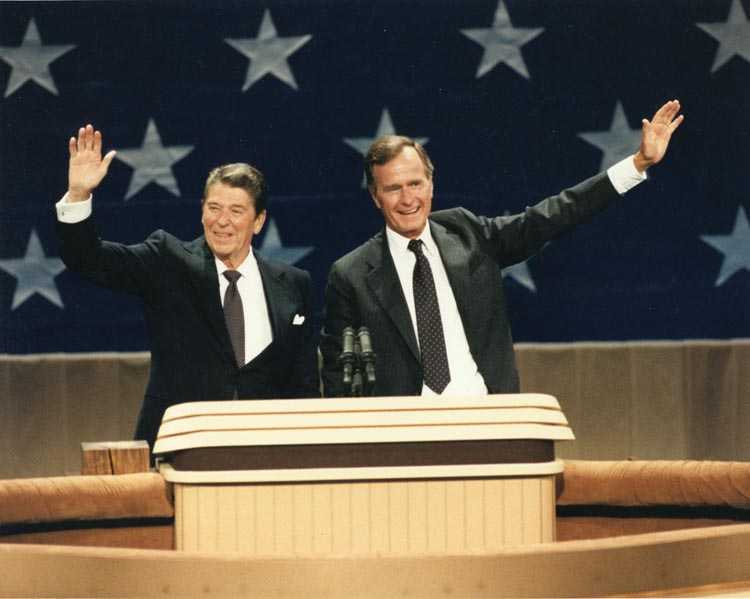
O presidente Ronald Reagan e o vice-presidente George H. W. Bush na Convenção Nacional Republicana de 1984 em Dallas no estado do Texas.

O então presidente Reagan foi o candidato do Partido Republicano. O resultado do voto popular das primárias - eleições internas do partido - foram:
- Ronald Reagan: 6.484.987 (98,78%)
- Delegados eleitorais descompromissados em votar em determinado candidato (Unpledged delegates): 55.458 (0,85%)
- Harold Stassen: 12.749 (0,19%)
- Benjamin Fernandez: 202 (0,00%)

Reagan foi renomeado por 2.233 votos (dois delegados se abstiveram). Pela única vez na história americana, a chamada vice-presidencial foi tomada em simultâneo com a chamada presidencial. O vice-presidente George H. W. Bush foi nomeado novamente para a vice-presidência.
| Votação presidencial | Votação presidencial | Votação vice-presidencial | Votação vice-presidencial |
| -------------------- | -------------------- | ------------------------- | ------------------------- |
| Ronald Reagan        | 2.233                | George H. W. Bush         | 2.231                     |
| Abstenção            | 2                    | Abstenção                 | 2                         |
|                      |                      | Jack Kemp                 | 1                         |
|                      |                      | Jeane Kirkpatrick         | 1                         |

## Indicação doPartido Democrata

### Candidatos
- Walter Mondale, ex-vice-presidente e ex-senador por Minnesota;
- Gary Hart, senador pelo Colorado;
- Jesse Jackson, ativista dos direitos civis de Illinois;
- John Glenn, senador por Ohio;
- George McGovern, ex-senador por Dakota do Sul;
- Reubin Askew, ex-governador da Flórida;
- Alan Cranston, senador pela Califórnia;
- Ernest Hollings, senador por Carolina do Sul.

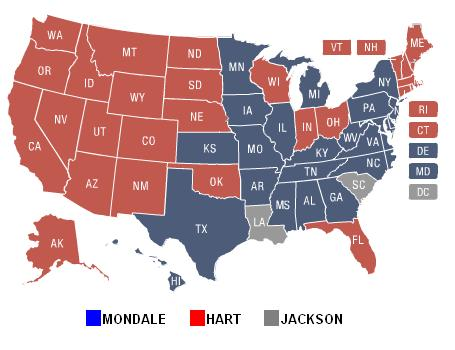
Resultados das primárias do Partido Democrata de acordo com a legenda, representando o candidato vencedor em cada estado.

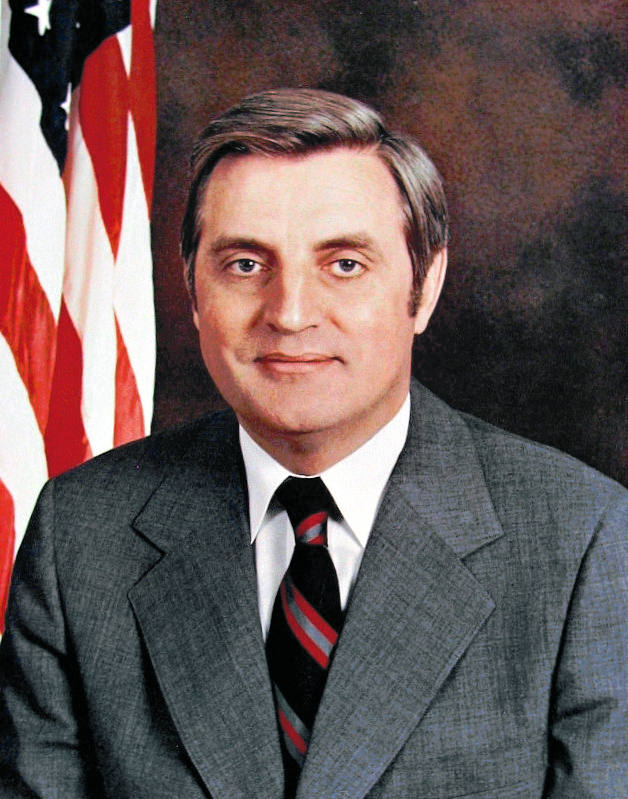
Ex-vice-presidente Walter Mondale de Minnesota
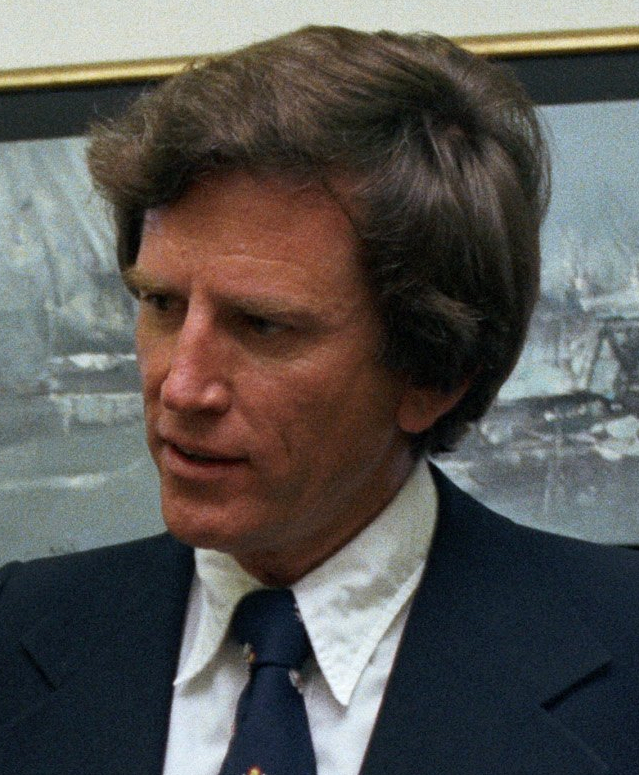
Senador Gary Hart do Colorado
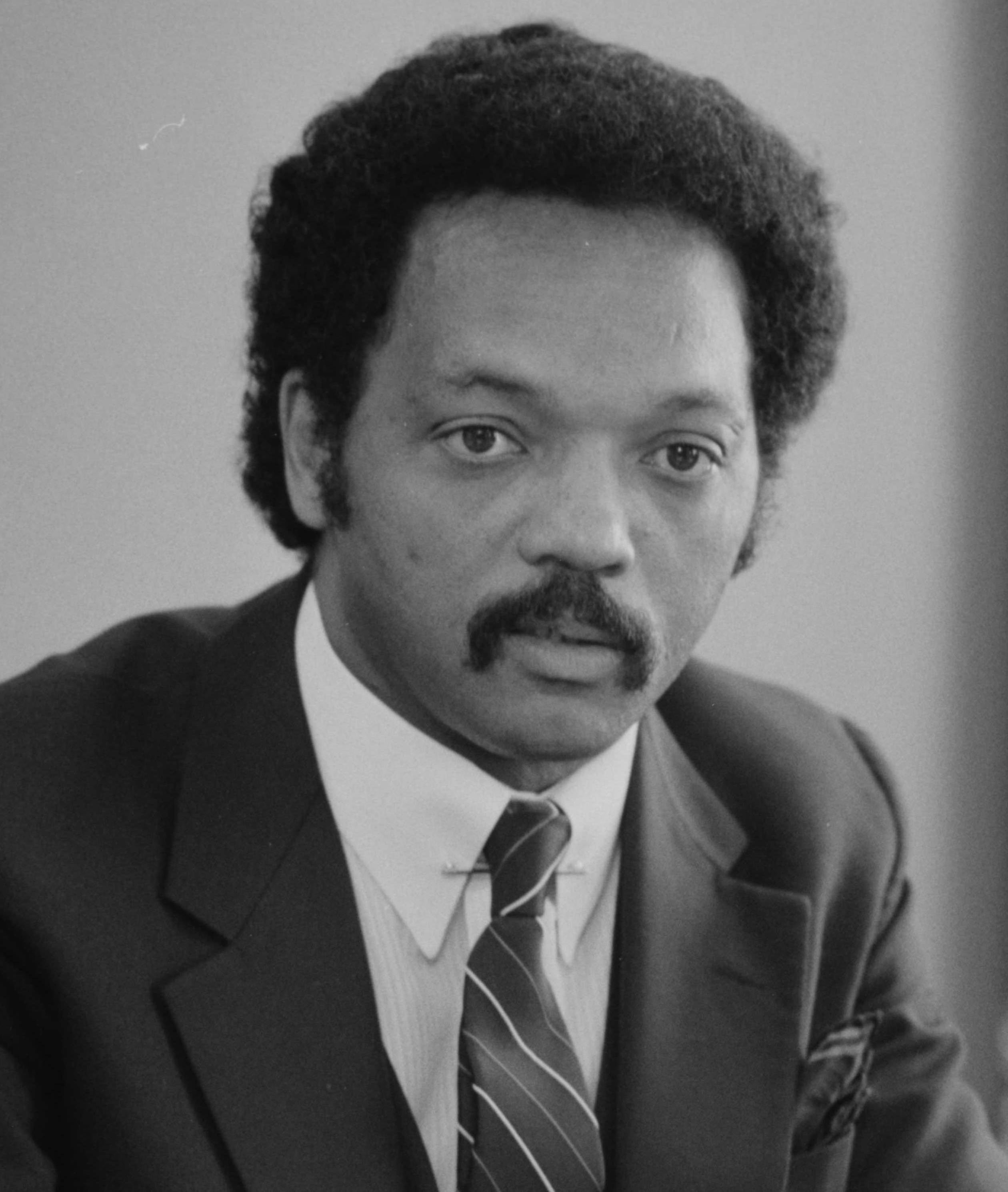
Ativista Jesse Jackson de Illinois
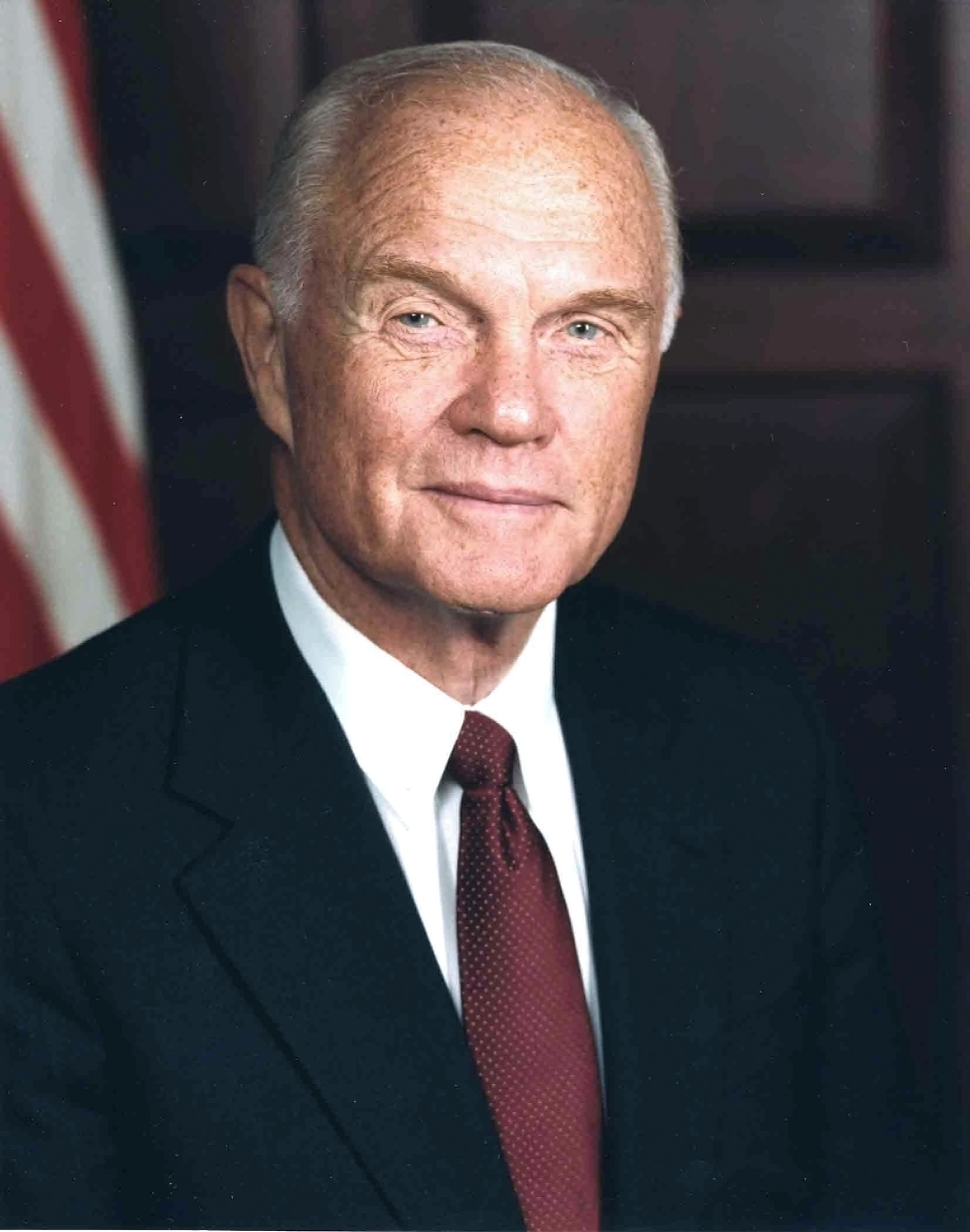
Senador John Glenn de Ohio
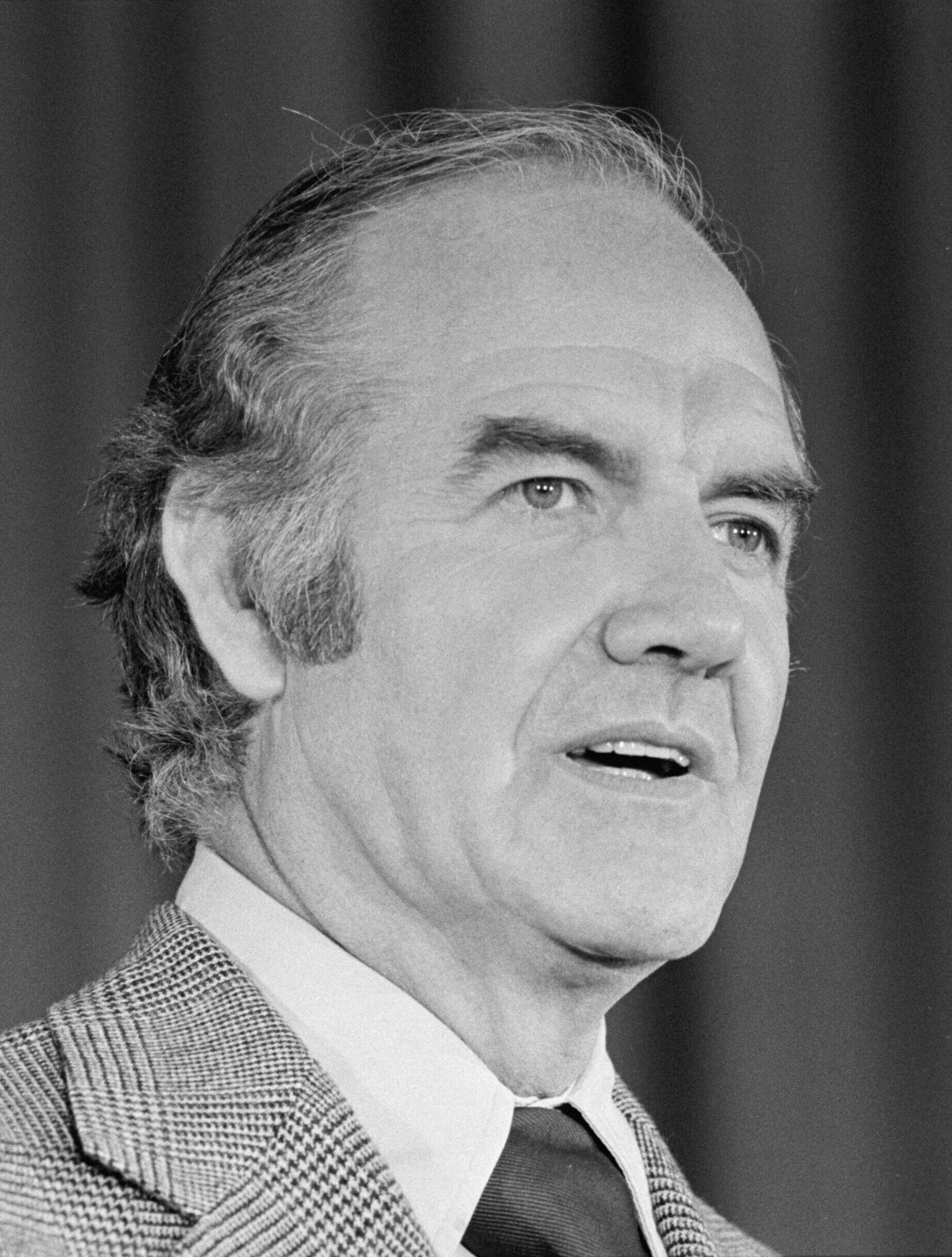
Ex-senador George McGovern de Dakota do Sul
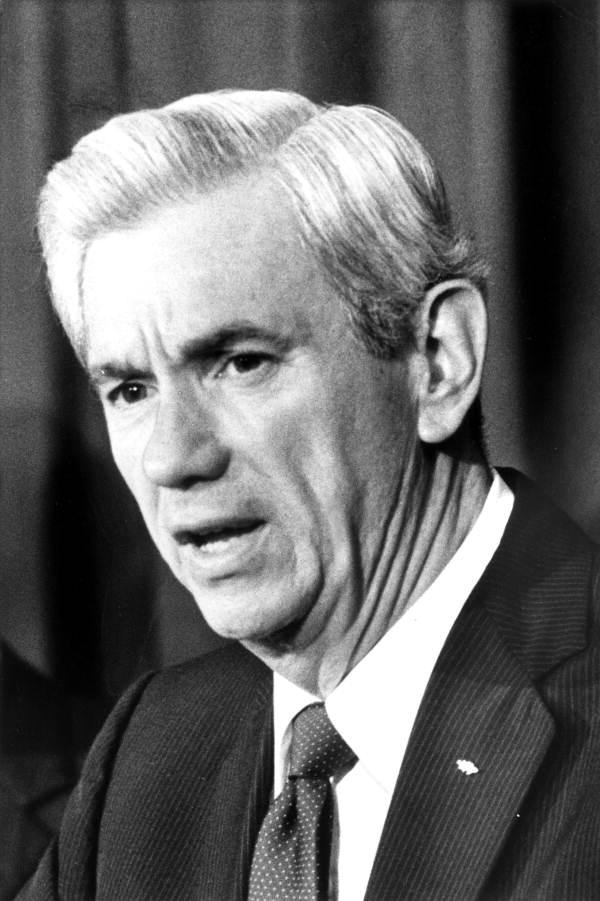
Ex-governador Reubin Askew da Flórida
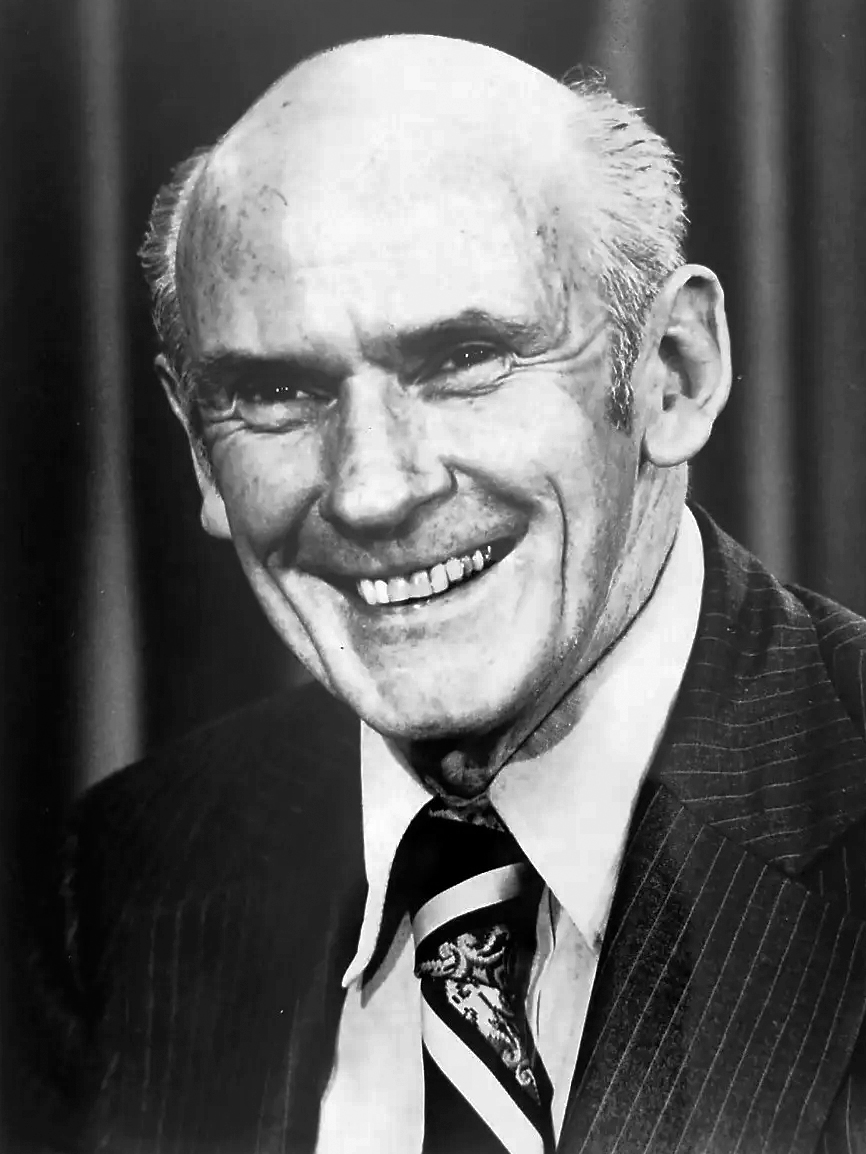
Senador Alan Cranston da Califórnia
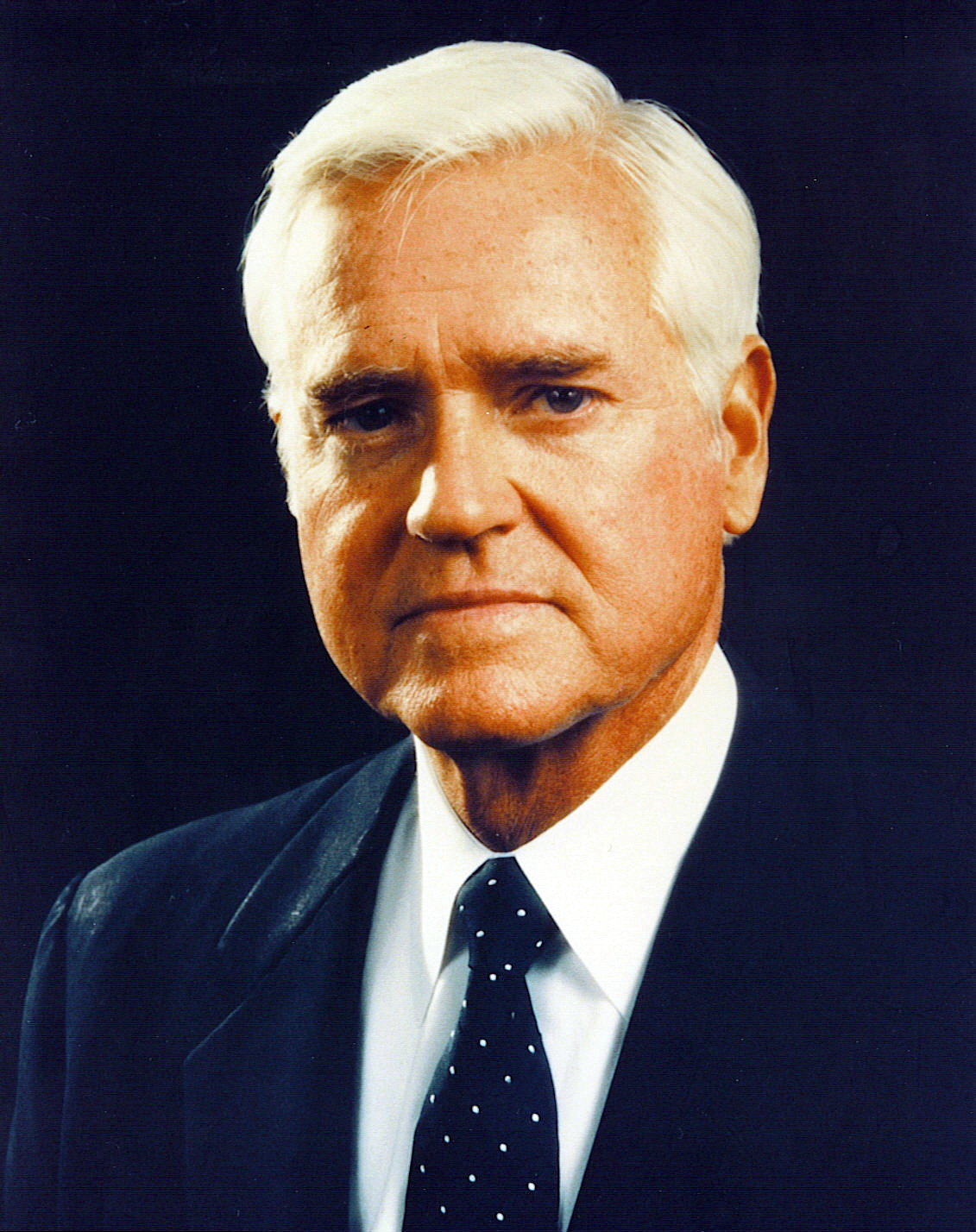
Senador Ernest Hollings da Carolina do Sul

### Primárias
Apenas três candidatos democratas venceram em algumas eleições internas do partido por estado, as chamadas primárias: Walter Mondale, Gary Hart e Jesse Jackson. Inicialmente, o senador por Massachusetts Ted Kennedy, depois de uma tentativa fracassada de conquistar a indicação democrata à presidência em 1980, foi considerado de facto o candidato principal das primárias de 1984. Mas, Kennedy, em última análise recusou a candidatura à presidência, e, o ex-vice-presidente Mondale foi então visto como o favorito para ganhar a nomeação democrata. Mondale tinha o maior número de líderes do partido para apoiá-lo, e ele tinha levantado mais dinheiro para a campanha do que qualquer outro candidato. No entanto, tanto Hart e Jackson surgiram surpreendentementes como sendo os oponentes.
O experiente senador por Carolina do Sul Ernest Hollings tendo apelado a um congelamento do orçamento (fixação dos preços), ele ganhou alguma atenção positiva, mas seu histórico relativo como um conservador alienado a liberais democratas, nunca foi realmente notado em um campo político dominado por Walter Mondale, John Glenn e Gary Hart. Hollings abandonou a campanha dois dias depois de perder a primária em New Hampshire, e endossou Hart, uma semana depois.
Jesse Jackson foi o segundo afro-americano (após Shirley Chisholm) a montar uma campanha nacional para a presidência, sendo o primeiro candidato afro-americano a ser um competidor sério. Ele teve 3,5 milhões de votos durante as primárias, em terceiro lugar atrás de Hart e Mondale. Jackson venceu as primárias na Virgínia, Carolina do Sul, Louisiana e parte do Mississippi, onde houve duas competições separadas para os delegados partidários democratas. Por meio das primárias, Jackson ajudou a confirmar a importância do eleitorado negro para o Partido Democrata na Região Sul dos Estados Unidos na época. Durante a campanha, no entanto, Jackson fez uma referência espontânea em relação aos judeus usando o termo depreciativo "Hymies", e a cidade de Nova York com a derivação depreciativa "Hymietown", na qual mais tarde ele se desculpou. No entanto, a observação foi amplamente divulgada, e prejudicou sua campanha para a nomeação. Jackson acabou ganhando 21% dos votos a nível nacional nas primárias, mas recebeu apenas 8% dos votos dos delegados partidários na convenção nacional, e ele inicialmente acusou que sua campanha foi ferida pelas regras do mesmo partido que permitiu a vitória de Mondale. Ele também desprezou Mondale, dizendo que Hubert Humphrey foi o último político significativo fora da área Minneapolis-Saint Paul.
Gary Hart era uma ameaça mais séria para Mondale, e depois de vencer várias primárias, havia a impressão de que Hart poderia conseguir a nomeação. Hart criticou Mondale como um "antiquado" democrata do New Deal que simbolizava "políticas fracassadas" do passado. Hart posicionou-se (assim como Bill Clinton teria feito oito anos mais tarde) como um democrata mais jovem e mais moderado que poderia apelar aos eleitores mais jovens. Ele surgiu como um candidato formidável, conquistando as primárias de New Hampshire, Ohio, Califórnia, e vários outras, especialmente no Oeste. No entanto, Hart não conseguiu superar as vantagens financeiras e a organização da campanha de Mondale, especialmente entre os líderes sindicais no Centro-Oeste e Nordeste industrial.
Hart foi também prejudicado em um debate televisionado com Mondale durante as primárias, quando o ex-vice-presidente usou um slogan popular da televisão comercial em relação a ridícula vaga plataforma de "New Ideas" (Novas Ideias) de Hart. Mondale disse que Hart quando ouvia falar sobre as "New Ideas", se lembrava do slogan Where's the beef? (Onde está a carne?) da empresa de fast-food Wendy's. O comentário resultou em gargalhadas e aplausos e pegou Hart desprevinido. Hart nunca se recuperou completamente de Mondale, em que as suas "New Ideas" eram superficiais e sem detalhes.
Mondale gradualmente se afastou de Hart na contagem dos delegados partidários a seu favor, mas, como relatou a revista Time no final de maio, "Mondale ... tem uma grande vantagem em quantidade total de delegados (1.564 para 941) ... por causa de suas vitórias nos grandes estados industriais, com seu apoio a partir do estabelecimento Democrata e as disposições misteriosas das regras das seleções dos delegados que ajudou a redigir a sua vitória, há dois anos". Após a primária final na Califórnia, em 5 de junho, em que Hart venceu, Mondale precisaria de cerca de 40 delegados para conseguir a nomeação. No entanto, na Convenção Nacional Democrata em São Francisco em 16 de julho, Mondale recebeu o grande apoio dos superdelegados não eleitos que vieram a partir do estabelecimento do partido para ganhar a nomeação.

### Endossos
| Os notáveis endossos (apoio) durante as primárias inclui: Endossos para Walter Mondale - Ex-president Jimmy Carter da Geórgia; - Representante Tom Harkin de Iowa; - Representante Charles B. Rangel de Nova Iorque; - Representante Jim Bates da Califórnia; - Representante Rick Boucher da Virgínia. Endossos para Gary Hart - Representante Henry A. Waxman da Califórnia; - Representante Chuck Schumer de Nova Iorque; - Ator e Diretor Warren Beatty. | Endossos para Jesse Jackson - Prefeito Marion Barry do Distrito de Colúmbia; - Ex-governador Orval E. Faubus do Arkansas; - Boxeador Muhammad Ali. Endossos para John Glenn - Senador Paul Tsongas de Massachusetts; - Senador Sam Nunn da Geórgia; - Tenente governador Bill Baxley do Alabama; - Senador Jim Sasser do Tennessee; - Governador Chuck Robb da Virgínia. Endossos para Reubin Askew - Governador Bob Graham da Flórida. |

### Convenção

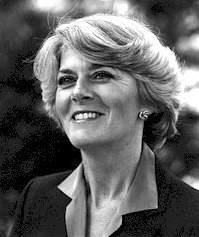
Geraldine Ferraro, a primeira mulher a ser nomeada candidata a vice-presidente por um grande partido (Democrata).

Os resultados da Convenção Nacional Democrata em São Francisco em 16 de julho foram:
| Presidente                        | Presidente | Vice-presidente                 | Vice-presidente |
| --------------------------------- | ---------- | ------------------------------- | --------------- |
| Walter Frederick "Fritz" Mondale  | 2.191      | Geraldine Anne Ferraro          | 3.920           |
| Gary Hart                         | 1.200,5    | Shirley Anita St. Hill Chisholm | 3               |
| Jesse Louis Jackson, Sr.          | 465,5      |                                 |                 |
| Thomas Francis Eagleton           | 18         |                                 |                 |
| George Stanley McGovern           | 4          |                                 |                 |
| John Herschel Glenn, Jr.          | 2          |                                 |                 |
| Joseph Robinette "Joe" Biden, Jr. | 2          |                                 |                 |
| Joseph Lane Kirkland              | 1          |                                 |                 |

### Nomeação vice-presidencial
Mondale escolheu a representante Geraldine Ferraro de Nova Iorque como candidata a vice-presidente, fazendo dela a primeira mulher nomeada para essa posição por um grande partido. Mondale queria estabelecer um precedente com o seu candidato à vice-presidência. Uma das razões para a candidata "ir para quebrar" em vez de equilibrar a chapa foi elevar Reagan nas pesquisas; Mondale esperava atrair as mulheres, em 1980 a maioria dos eleitores, escolheram Ferraro. Em um "desfile de candidatos muito criticado da possível escolha vice-presidencial" em sua casa em Minnesota, Mondale considerou a prefeita de São Francisco Dianne Feinstein, a governadora de Kentucky Martha Layne Collins, o prefeito afro-americano de Los Angeles Tom Bradley, e o prefeito hispânico de San Antonio Henry Cisneros, assim como outros finalistas para a nomeação, e escolheu Ferraro, porque ele esperava que ela iria atrair eleitores étnicos com suas origens.

## Campanha
Mondale fez uma campanha liberal, apoiando o desarmamento nuclear e a Emenda de Direitos Iguais (Equal Rights Amendment - ERA). Ele criticou o que considerava ser injustas políticas econômicas de Reagan, e falou da necessidade de reduzir os déficits do orçamento federal.
Embora a escolha de Ferraro tenha sido popular entre os ativistas democratas, pesquisas imediatamente após o anúncio mostrou que apenas 22% das mulheres se animaram sobre a escolha, versus 18% que concordaram que ela era uma "má ideia". 60% de todos os eleitores acharam que a pressão dos grupos femininos levou a decisão de Mondale, versus 22% que acreditavam que ele tinha escolhido o melhor candidato disponível. Alguns membros da hierarquia da Igreja Católica Romana criticou a católica Ferraro por apoiar o aborto. A resistência de Ferraro para liberar registros financeiros do marido John Zaccaro, as violações na contribuição da campanha, e suas supostas ligações com o crime organizado e a pornografia também foram controversos.

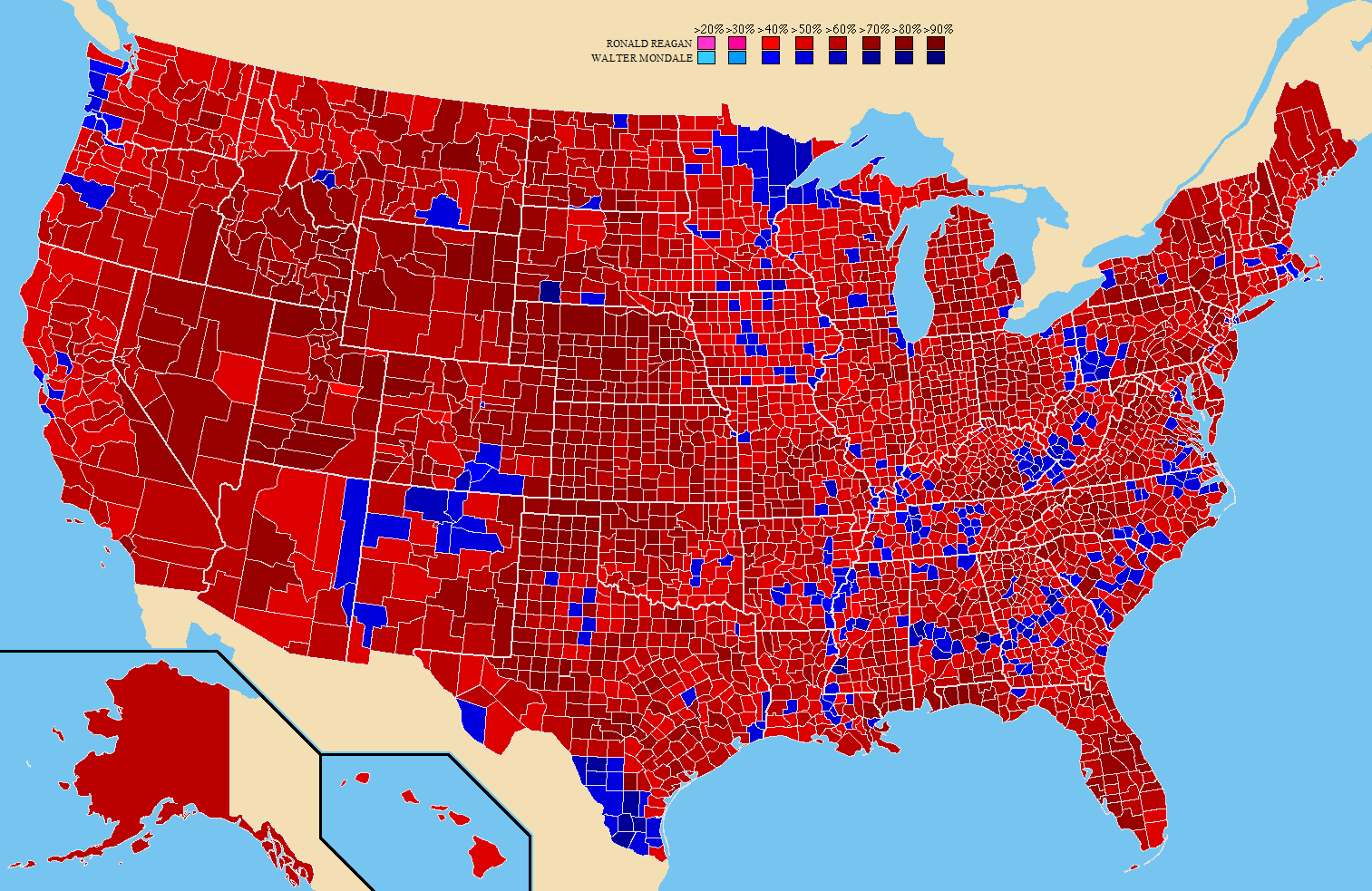
Resultados por condados:
Ronald Reagan
Walter Mondale

Em campanha no estado de Nova Jersey, na cidade de Hammonton, Reagan disse: "o futuro da América repousa em mil sonhos dentro do seu coração. Apoia-se na mensagem de esperança em canções de um homem que tantos jovens americanos admiram, Bruce Springsteen de Nova Jersey." A campanha de Reagan usou brevemente o "Born in the U.S.A.", uma música criticando o tratamento dos veteranos na Guerra do Vietnã; como uma música de campanha, não havia permissão para o uso, até que Springsteen, um democrata ao longo da vida, insistiu para que eles parassem.
A campanha de Reagan foi muito hábil em produzir publicidade televisiva. Dois dos anúncios mais memoráveis que produziu eram comumente conhecido como "Bear in the woods" (Urso na floresta) e "Morning in America" (Amanhecendo na América).
Havia muitas dúvidas sobre a capacidade de Reagan em suportar as demandas exaustivas da presidência, especialmente após Reagan ter uma fraca exibição em seu primeiro debate com Mondale em 7 de outubro. Ele referiu-se ter começado a ir à igreja "aqui em Washington", apesar de o debate estar ocorrendo em Louisville no estado de Kentucky, ele se referiu aos uniformes militares como sendo um "guarda-roupa", e admitiu estar "confuso", entre outros erros. No entanto, no próximo debate em 21 de outubro, Reagan efetivamente neutralizou o problema satirizando, "Eu não vou fazer uma questão de idade nesta campanha. Eu não vou explorar, para fins políticos, a minha oponente juventude e inexperiência." Mondale riu da piada, e depois lembrou que "se a TV pode dizer a verdade, como você diz que pode, você vai ver que eu estava sorrindo. Mas eu acho que se você observar lá no fim, você verá algumas lágrimas caindo porque eu sabia que ele tinha conseguido. Que era realmente o fim da minha campanha naquela noite, eu acho. Eu andei de folga, e eu estava quase certo de que a campanha tinha acabado, e foi.

## Resultados
| Resultados finais da eleição para presidente dos Estados Unidos em 1984 | Resultados finais da eleição para presidente dos Estados Unidos em 1984 | Resultados finais da eleição para presidente dos Estados Unidos em 1984 | Resultados finais da eleição para presidente dos Estados Unidos em 1984 | Resultados finais da eleição para presidente dos Estados Unidos em 1984 | Resultados finais da eleição para presidente dos Estados Unidos em 1984 | Resultados finais da eleição para presidente dos Estados Unidos em 1984 | Resultados finais da eleição para presidente dos Estados Unidos em 1984 | Resultados finais da eleição para presidente dos Estados Unidos em 1984 |
| Candidato a presidente                                                  | Estado de origem                                                        | Candidato a vice-presidente                                             | Estado de origem                                                        | Partido                                                                 | Partido                                                                 | Voto popular                                                            | Voto popular                                                            | Colégio Eleitoral                                                       |
| Candidato a presidente                                                  | Estado de origem                                                        | Candidato a vice-presidente                                             | Estado de origem                                                        | Partido                                                                 | Partido                                                                 | Votos                                                                   | Porcentagem                                                             | Colégio Eleitoral                                                       |
| ----------------------------------------------------------------------- | ----------------------------------------------------------------------- | ----------------------------------------------------------------------- | ----------------------------------------------------------------------- | ----------------------------------------------------------------------- | ----------------------------------------------------------------------- | ----------------------------------------------------------------------- | ----------------------------------------------------------------------- | ----------------------------------------------------------------------- |
| Ronald Reagan                                                           | Califórnia                                                              | George H. W. Bush                                                       | Massachusetts                                                           |                                                                         | Republicano                                                             | 54.455.472                                                              | 58,77%                                                                  | 525                                                                     |
| Walter Mondale                                                          | Minnesota                                                               | Geraldine Ferraro                                                       | Nova York                                                               |                                                                         | Democrata                                                               | 37.577.352                                                              | 40,56%                                                                  | 13                                                                      |
| David Bergland                                                          | Califórnia                                                              | Jim Lewis                                                               | Connecticut                                                             |                                                                         | Libertário                                                              | 228.111                                                                 | 0,25%                                                                   | 0                                                                       |
| Lyndon LaRouche                                                         | Virgínia                                                                | Billy Davis                                                             | Mississippi                                                             |                                                                         | Independente                                                            | 78.809                                                                  | 0,09%                                                                   | 0                                                                       |
| Sonia Johnson                                                           | Idaho                                                                   | Richard Walton                                                          | Rhode Island                                                            |                                                                         | Partido do Cidadão                                                      | 72.161                                                                  | 0,08%                                                                   | 0                                                                       |
| Bob Richards                                                            | Texas                                                                   | Maureen Salaman                                                         | California                                                              |                                                                         | Populista                                                               | 66.324                                                                  | 0,07%                                                                   | 0                                                                       |
| Dennis Serrette                                                         | Nova Jérsia                                                             | Nancy Ross                                                              | Nova York                                                               |                                                                         | Nova Aliança                                                            | 46.853                                                                  | 0,05%                                                                   | 0                                                                       |
| Larry Holmes                                                            | Nova York                                                               | Gloria La Riva                                                          | Califórnia                                                              |                                                                         | Trabalhadores                                                           | 46.853                                                                  | 0,05%                                                                   | 0                                                                       |
| Gus Hall                                                                | Nova York                                                               | Angela Davis                                                            | Califórnia                                                              |                                                                         | Comunista                                                               | 36.386                                                                  | 0,04%                                                                   | 0                                                                       |
| Melvin Mason                                                            | Califórnia                                                              | Matilde Zimmermann                                                      | Nova York                                                               |                                                                         | Socialista                                                              | 24.699                                                                  | 0,03%                                                                   | 0                                                                       |
| Outros                                                                  | Outros                                                                  | Outros                                                                  | Outros                                                                  | Outros                                                                  | Outros                                                                  | 49.181                                                                  | 0,05%                                                                   | —                                                                       |
| Total                                                                   | Total                                                                   | Total                                                                   | Total                                                                   | Total                                                                   | Total                                                                   | 92.653.233                                                              | 100%                                                                    | 538                                                                     |
| Necessários para vencer                                                 | Necessários para vencer                                                 | Necessários para vencer                                                 | Necessários para vencer                                                 | Necessários para vencer                                                 | Necessários para vencer                                                 | Necessários para vencer                                                 | Necessários para vencer                                                 | 270                                                                     |